# G-tron

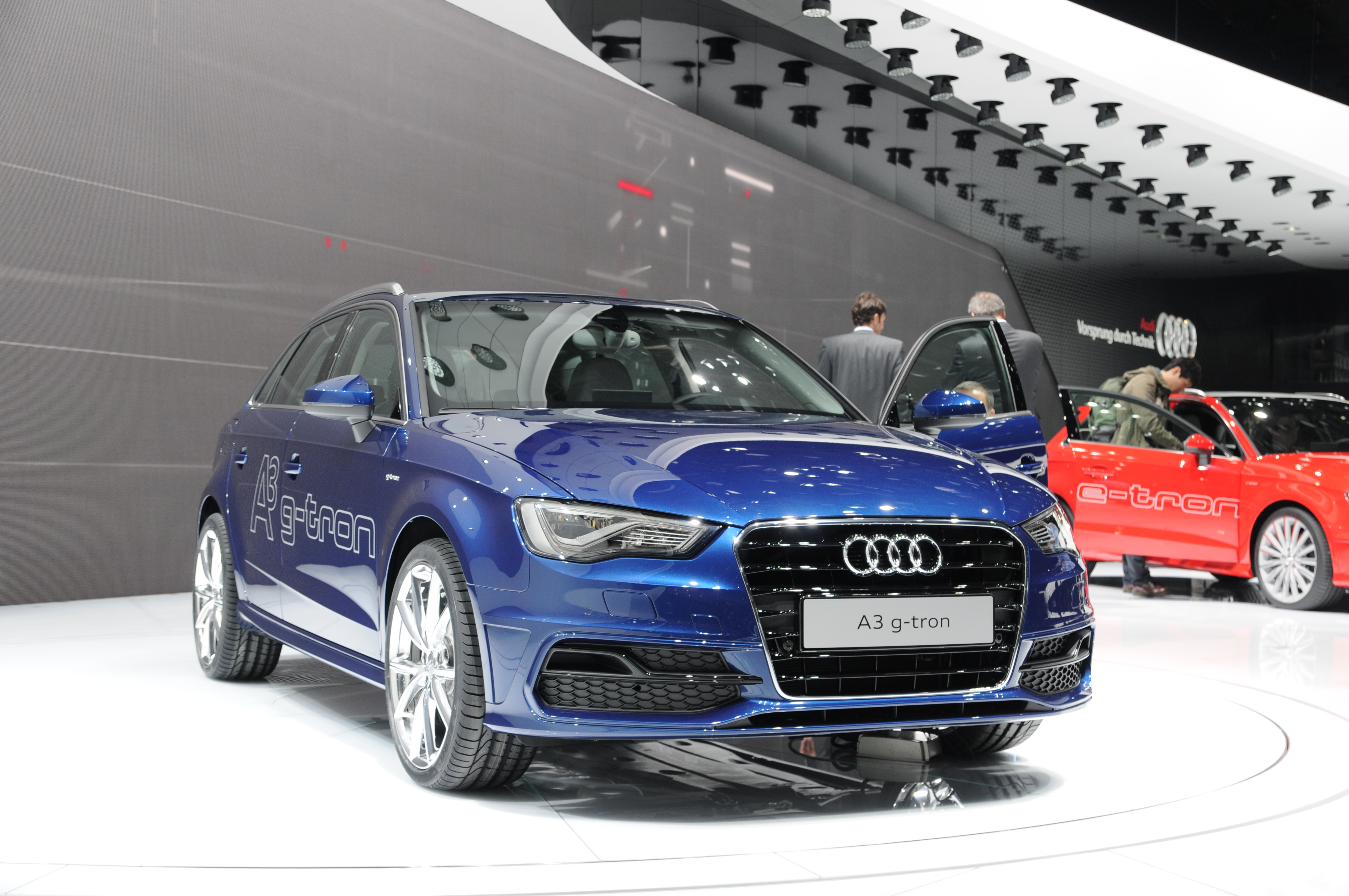
Audi A3 g-tron auf dem Genfer Auto Salon 2013

g-tron ist eine Produktmarke, mit welcher der Automobilhersteller Audi seit 2013 seine Neuentwicklungen im Bereich der Erdgasfahrzeuge bezeichnet. Seit Mitte 2023 gibt es keine g-tron Modelle mehr.

## Fahrzeuge
Im Einzelnen hat Audi die folgenden Fahrzeuge unter der Bezeichnung g-tron vorgestellt oder angekündigt:
- Audi A3 8V g-tron, 02/2014–02/2020
- Audi A3 8Y g-tron, 09/2020–05/2023
- Audi A4 Avant 8W g-tron, 08/2017–02/2023
- Audi A5 F5 g-tron,  08/2017–04/2023